# Saint-Germain-des-Vaux

Saint-Germain-des-Vaux este o comună în departamentul Manche, Franța. În 1 ianuarie 2018 avea o populație de 323 de locuitori.